# Ферма (город)
Ферма (Терма, Фермы, лат. Therma, др.-греч. Θέρμη) — древний город в Мигдонии в Македонии, на крайнем севере Фермейского залива, на месте современных Салоник.
Страбон сообщает, что царь Кассандр основал Салоники на руинах Фермы в 315 году до н. э. Плиний Старший отделяет Ферму от Салоник. Геродот сообщает, что от Фермы Фермейский залив получил своё название.